# Souk El Ténine, Béjaïa
Souk El Tenine là một đô thị thuộc tỉnh Béjaïa, Algérie. Dân số thời điểm năm 2002 là 11.762 người.